# Fotbalisté AC Milán
Níže jsou fotbalisté AC Milán italského fotbalového klubu.

## Tabulky

### Podle oficiálních zápasů
| Celkový počet zápasů | Celkový počet zápasů  | Celkový počet zápasů |  | V lize | V lize                | V lize |  | V domácím poháru | V domácím poháru        | V domácím poháru |  | V Evropských pohárech | V Evropských pohárech | V Evropských pohárech |
| Pořadí               | Jméno                 | Počet                |  | Pořadí | Jméno                 | Počet  |  | Pořadí           | Jméno                   | Počet            |  | Pořadí                | Jméno                 | Počet                 |
| 1.                   | Paolo Maldini         | 902                  |  | 1.     | Paolo Maldini         | 647    |  | 1.               | Franco Baresi           | 97               |  | 1.                    | Paolo Maldini         | 173                   |
| 2.                   | Franco Baresi         | 719                  |  | 2.     | Franco Baresi         | 531    |  | 2.               | Alessandro Costacurta   | 78               |  | 2.                    | Alessandro Costacurta | 121                   |
| 3.                   | Alessandro Costacurta | 663                  |  | 3.     | Gianni Rivera         | 501    |  | 3.               | Mauro Tassotti          | 75               |  | 3.                    | Clarence Seedorf      | 103                   |
| 4.                   | Gianni Rivera         | 658                  |  | 4.     | Alessandro Costacurta | 458    |  | 4.               | Gianni Rivera           | 74               |  | 4.                    | Massimo Ambrosini     | 102                   |
| 5.                   | Mauro Tassotti        | 583                  |  | 5.     | Mauro Tassotti        | 428    |  | 5.               | Paolo Maldini           | 72               |  | 5.                    | Gennaro Gattuso       | 102                   |
| 6.                   | Massimo Ambrosini     | 489                  |  | 6.     | Nils Liedholm         | 359    |  | 6.               | Angelo Anquilletti      | 71               |  | 6.                    | Andrea Pirlo          | 96                    |
| 7.                   | Gennaro Gattuso       | 468                  |  | 7.     | Cesare Maldini        | 347    |  | 7.               | Filippo Galli           | 68               |  | 7.                    | Dida                  | 87                    |
| 8.                   | Clarence Seedorf      | 432                  |  | 8.     | Massimo Ambrosini     | 344    |  | 8.               | Albertino Bigon         | 65               |  | 8.                    | Alessandro Nesta      | 80                    |
| 9.                   | Angelo Anquilletti    | 418                  |  | 9.     | Gennaro Gattuso       | 335    |  | 9.               | Alberigo Evani          | 53               |  | 9.                    | Franco Baresi         | 79                    |
| 10.                  | Cesare Maldini        | 412                  |  | 10.    | Omero Tognon          | 334    |  | 10.              | Karl-Heinz Schnellinger | 52               |  | 10.                   | Andrij Ševčenko       | 77                    |

Poznámka
- Zahrnuje mistrovství jedné skupiny (Campionato Federale, Prima Categoria, Prima Divisione e Divisione Nazionale), Serie A a Serie B s vyloučením všech play-off.

### Podle vstřelených branek
| Celkový počet branek | Celkový počet branek  | Celkový počet branek |  | V lize | V lize                | V lize |  | V domácím poháru | V domácím poháru                                 | V domácím poháru |  | V Evropských pohárech | V Evropských pohárech                | V Evropských pohárech |
| Pořadí               | Jméno                 | Počet                |  | Pořadí | Jméno                 | Počet  |  | Pořadí           | Jméno                                            | Počet            |  | Pořadí                | Jméno                                | Počet                 |
| 1.                   | Gunnar Nordahl        | 221                  |  | 1.     | Gunnar Nordahl        | 210    |  | 1.               | Gianni Rivera                                    | 28               |  | 1.                    | Filippo Inzaghi                      | 41                    |
| 2.                   | Andrij Ševčenko       | 175                  |  | 2.     | Andrij Ševčenko       | 127    |  | 2.               | Aldo Boffi                                       | 22               |  | 2.                    | Andrij Ševčenko                      | 38                    |
| 3.                   | Gianni Rivera         | 164                  |  | 3.     | Gianni Rivera         | 122    |  | 3.               | Albertino Bigon                                  | 19               |  | 3.                    | Kaká                                 | 26                    |
| 4.                   | José Altafini         | 161                  |  | 4.     | José Altafini         | 120    |  | 4.               | Egidio Calloni                                   | 16               |  | 4.                    | José Altafini                        | 21                    |
| 5.                   | Aldo Boffi            | 136                  |  | 5.     | Aldo Boffi            | 109    |  | 5.               | Franco Baresi                                    | 15               |  | 5.                    | Marco van Basten                     | 20                    |
| 6.                   | Filippo Inzaghi       | 126                  |  | 6.     | Giuseppe Santagostino | 103    |  | 6.               | Pierino Prati                                    | 14               |  | 6.                    | Marco Simone                         | 17                    |
| 7.                   | Marco van Basten      | 125                  |  | 7.     | Louis Van Hege        | 97     |  | 7.               | Marco van Basten                                 | 13               |  | 7.                    | Pierino Prati                        | 16                    |
| 8.                   | Giuseppe Santagostino | 106                  |  | 8.     | Marco van Basten      | 90     |  | 8.               | Pietro Paolo Virdis                              | 11               |  | 8.                    | Albertino Bigon                      | 15                    |
| 9.                   | Kaká                  | 104                  |  | 9.     | Renzo Burini          | 87     |  | 9.               | Luciano Chiarugi + Ruud Gullit + Filippo Inzaghi | 10               |  | 9.                    | Gianni Rivera + Luciano Chiarugi     | 13                    |
| 10.                  | Pierino Prati         | 102                  |  | 10.    | Nils Liedholm         | 81     |  |                  |                                                  |                  |  | 10.                   | Patrick Cutrone + Zlatan Ibrahimovič | 10                    |

### Rekordní přestupy
| Nákup  | Nákup                | Nákup     | Nákup      | Nákup           |  | Prodej | Prodej               | Prodej    | Prodej          | Prodej          |
| Pořadí | Jméno                | sezona    | klub       | částka          |  | Pořadí | Jméno                | sezona    | klub            | částka          |
| 1.     | Rafael Leão          | 2019/2020 | Lille      | 49,5 mil. Euro  |  | 1.     | Kaká                 | 2009/2010 | Real Madrid     | 67 mil. Euro    |
| 2.     | Leonardo Bonucci     | 2017/2018 | Juventus   | 42 mil. Euro    |  | 2.     | Sandro Tonali        | 2023/2024 | Newcastle       | 58,9 mil. Euro  |
| 3.     | Rui Costa            | 2001/2002 | Fiorentina | 41,32 mil. Euro |  | 3.     | Tijjani Reijnders    | 2025/2026 | Manchester City | 55 mil. Euro    |
| 4.     | Lucas Paquetá        | 2018/2019 | Flamengo   | 38,4 mil. Euro  |  | 4.     | Andrij Ševčenko      | 2006/2007 | Chelsea         | 43,88 mil. Euro |
| 5.     | André Silva          | 2017/2018 | Porto      | 38 mil. Euro    |  | 5.     | Thiago Silva         | 2012/2013 | PSG             | 42 mil. Euro    |
| 6.     | Mattia Caldara       | 2018/2019 | Juventus   | 37,74 mil. Euro |  | 6.     | Leonardo Bonucci     | 2019/2020 | Juventus        | 35 mil. Euro    |
| 7.     | Charles De Ketelaere | 2022/2023 | Bruggy     | 37,5 mil. Euro  |  | 7.     | Malick Thiaw         | 2025/2026 | Newcastle       | 35 mil. Euro    |
| 8.     | Filippo Inzaghi      | 2001/2002 | Juventus   | 36,15 mil. Euro |  | 8.     | Theo Hernández       | 2025/2026 | Al Hilal        | 25 mil. Euro    |
| 9.     | Ardon Jashari        | 2025/2026 | Bruggy     | 36 mil. Euro    |  | 9.     | Krzysztof Piątek     | 2020/2021 | Hertha Berlín   | 24 mil. Euro    |
| 10.    | Fikayo Tomori        | 2021/2022 | Chelsea    | 35,3 mil. Euro  |  | 10.    | Charles De Ketelaere | 2020/2021 | Atalanta        | 23,2 mil. Euro  |

### Hráčské rekordy
- Nejmladší debutující hráč
Gustavo Hauser – 15 let, 2 měsíce a 10 dní (1907
- Nejstarší debutující hráč
Antonio Mirante – 39 let, 10 měsíců a 27 dní (2022/23
- Nejstarší hráč který hrál
Zlatan Ibrahimovič – 41 let a 146 dní (2022/23
- Nejmladší střelec
Renzo De Vecchi – 15 let, 9 měsíců a 25 dní (1909/10
- Nejstarší střelec
Zlatan Ibrahimovič – 41 let a 166 dní (2022/23

## Nejlepší střelci v soutěžích
Klub AC Milán drží rekord v počtu 17 prvenství v soutěži o nejlepšího střelce ligy. Též 8 prvenství v domácím poháru, 4 v LM a 1 v poháru PVP, další získali prvenství v druhé lize. Celkem 31 prvenství. Gunnar Nordahl drží rekord 5 prvenství a též rekord 3 prvenství po sobě jdoucí sezonách (rekord dosažený v lize s více než 16 týmy).
| Nejlepší střelci v lize (17 prvenství)  | Nejlepší střelci v pohárech (8)                   | Nejlepší střelci v evropských pohárech (5) |
| --------------------------------------- | ------------------------------------------------- | ------------------------------------------ |
| Aldo Boffi (1938/39) 19 branek          | Aldo Boffi (1936/37) 7 branek                     | José Altafini (PMEZ 1962/63) 14 branek     |
| Aldo Boffi (1939/40) 24 branek          | José Altafini (1960/61) 4 branky                  | Luciano Chiarugi (PVP 1972/73) 7 branek    |
| Aldo Boffi (1941/42) 22 branek          | Gianni Rivera (1966/67) 7 branek                  | Marco van Basten (PMEZ 1988/89) 10 branek  |
| Gunnar Nordahl (1949/50) 35 branek      | Gianni Rivera (1970/71) 7 branek                  | Andrij Ševčenko (LM 2005/06) 9 branek      |
| Gunnar Nordahl (1950/51) 34 branek      | Giorgio Braglia+Egidio Calloni (1976/77) 6 branek | Kaká (LM 2006/07) 10 branek                |
| Gunnar Nordahl (1952/53) 26 branek      | Franco Baresi (1989/90) 4 branky                  |                                            |
| Gunnar Nordahl (1953/54) 23 branek      | Krzysztof Piątek (2018/19) 8 branek               |                                            |
| Gunnar Nordahl (1954/55) 27 branek      | Tammy Abraham (2024/25) 4 branky                  |                                            |
| José Altafini (1961/62) 22 branek       |                                                   |                                            |
| Pierino Prati (1967/68) 15 branek       |                                                   |                                            |
| Gianni Rivera (1972/73) 17 branek       |                                                   |                                            |
| Pietro Paolo Virdis (1986/87) 17 branek |                                                   |                                            |
| Marco van Basten (1989/90) 19 branek    |                                                   |                                            |
| Marco van Basten (1991/92) 25 branek    |                                                   |                                            |
| Andrij Ševčenko (2003/04) 24 branek     |                                                   |                                            |
| Zlatan Ibrahimović (2011/12) 28 branek  |                                                   |                                            |

## Na velkých turnajích

### Vítězové Mistrovství světa
- Pietro Arcari (MS 1934)
- Franco Baresi (MS 1982)
- Fulvio Collovati (MS 1982)
- Marcel Desailly (MS 1998)
- Roque Júnior (MS 2002)
- Gennaro Gattuso (MS 2006)
- Alberto Gilardino (MS 2006)
- Alessandro Nesta (MS 2006)
- Filippo Inzaghi (MS 2006)
- Andrea Pirlo (MS 2006)

### Účastníci Mistrovství světa
- Carlo Annovazzi (MS 1950)
- Giacomo Mari (MS 1950)
- Omero Tognon (MS 1950)
- Omero Tognon (MS 1954)
- Amleto Frignani (MS 1954)
- Nils Liedholm (MS 1958)
- Luigi Radice (MS 1962)
- Sandro Salvadore (MS 1962)
- Cesare Maldini (MS 1962)
- Giovanni Trapattoni (MS 1962)
- José Altafini (MS 1962)
- Gianni Rivera (MS 1962)
- Mario David (MS 1962)
- Giovanni Lodetti (MS 1966)
- Gianni Rivera (MS 1966)
- Karl-Heinz Schnellinger (MS 1966)
- Gianni Rivera (MS 1970)
- Roberto Rosato (MS 1970)
- Pierino Prati (MS 1970)
- Karl-Heinz Schnellinger (MS 1970)
- Romeo Benetti (MS 1974)
- Gianni Rivera (MS 1974)
- Giuseppe Sabadini (MS 1974)
- Aldo Maldera (MS 1978)
- Joe Jordan (MS 1982)
- Paolo Rossi (MS 1986)
- Ray Wilkins (MS 1986)
- Mark Hateley (MS 1986)
- Franco Baresi (MS 1990)
- Paolo Maldini (MS 1990)
- Carlo Ancelotti (MS 1990)
- Roberto Donadoni (MS 1990)
- Frank Rijkaard (MS 1990)
- Marco van Basten (MS 1990)
- Ruud Gullit (MS 1990)
- Alessandro Costacurta (MS 1994)
- Franco Baresi (MS 1994)
- Paolo Maldini (MS 1994)
- Mauro Tassotti (MS 1994)
- Roberto Donadoni (MS 1994)
- Demetrio Albertini (MS 1994)
- Daniele Massaro (MS 1994)
- Florin Răducioiu (MS 1994)
- Paolo Maldini (MS 1998)
- Alessandro Costacurta (MS 1998)
- Demetrio Albertini (MS 1998)
- André Cruz (MS 1998)
- Leonardo (MS 1998)
- Patrick Kluivert (MS 1998)
- Christian Ziege (MS 1998)
- Dejan Savićević (MS 1998)
- Zvonimir Boban (MS 1998)
- Paolo Maldini (MS 2002)
- Gennaro Gattuso (MS 2002)
- Filippo Inzaghi (MS 2002)
- Christian Abbiati (MS 2002)
- Martin Laursen (MS 2002)
- Thomas Helveg (MS 2002)
- Ümit Davala (MS 2002)
- Rui Costa (MS 2002)
- José Chamot (MS 2002)
- Marek Jankulovski (MS 2006)
- Kaká (MS 2006)
- Dida (MS 2006)
- Cafu (MS 2006)
- Željko Kalac (MS 2006)
- Dario Šimič (MS 2006)
- Johann Vogel (MS 2006)
- Andrij Ševčenko (MS 2006)
- Gennaro Gattuso (MS 2010)
- Andrea Pirlo (MS 2010)
- Gianluca Zambrotta (MS 2010)
- Oguchi Onyewu (MS 2010)
- Klaas-Jan Huntelaar (MS 2010)
- Dominic Adiyiah (MS 2010)
- Thiago Silva (MS 2010)
- Mattia De Sciglio (MS 2014)
- Ignazio Abate (MS 2014)
- Mario Balotelli (MS 2014)
- Nigel de Jong (MS 2014)
- Keisuke Honda (MS 2014)
- Cristián Zapata (MS 2014)
- Michael Essien (MS 2014)
- Sulley Muntari (MS 2014)
- André Silva (MS 2018)
- Lucas Biglia (MS 2018)
- Nikola Kalinić (MS 2018)[1]
- Ricardo Rodríguez (MS 2018)
- Cristián Zapata (MS 2018)
- Rafael Leão (MS 2022)
- Fodé Ballo-Touré (MS 2022)
- Sergiño Dest (MS 2022)
- Simon Kjær (MS 2022)
- Charles De Ketelaere (MS 2022)
- Olivier Giroud (MS 2022)
- Theo Hernandez (MS 2022)

### Vítězové Mistrovství Evropy
- Angelo Anquilletti (ME 1968)
- Giovanni Lodetti (ME 1968)
- Pierino Prati (ME 1968)
- Gianni Rivera (ME 1968)
- Roberto Rosato (ME 1968)
- Ruud Gullit (ME 1988)
- Marco van Basten (ME 1988)
- Gianluigi Donnarumma (ME 2020)

### Účastníci Mistrovství Evropy
- Franco Baresi (ME 1980)
- Fulvio Collovati (ME 1980)
- Aldo Maldera (ME 1980)
- Ruben Buriani (ME 1980)
- Franco Baresi (ME 1988)
- Paolo Maldini (ME 1988)
- Carlo Ancelotti (ME 1988)
- Roberto Donadoni (ME 1988)
- Ruud Gullit (ME 1992)
- Marco van Basten (ME 1992)
- Frank Rijkaard (ME 1992)
- Paolo Maldini (ME 1996)
- Roberto Donadoni (ME 1996)
- Alessandro Costacurta (ME 1996)
- Demetrio Albertini (ME 1996)
- Marcel Desailly (ME 1996)
- Zvonimir Boban (ME 1996)
- Christian Abbiati (ME 2000)
- Demetrio Albertini (ME 2000)
- Paolo Maldini (ME 2000)
- Massimo Ambrosini (ME 2000)
- Oliver Bierhoff (ME 2000)
- Thomas Helveg (ME 2000)
- Andrea Pirlo (ME 2004)
- Gennaro Gattuso (ME 2004)
- Alessandro Nesta (ME 2004)
- Rui Costa (ME 2004)
- Martin Laursen (ME 2004)
- Jon Dahl Tomasson (ME 2004)
- Clarence Seedorf (ME 2004)
- Dario Šimič (ME 2004)
- Gennaro Gattuso (ME 2008)
- Andrea Pirlo (ME 2008)
- Massimo Ambrosini (ME 2008)
- Dario Šimič (ME 2008)
- Marek Jankulovski (ME 2008)
- Antonio Cassano (ME 2012)
- Antonio Nocerino (ME 2012)
- Ignazio Abate (ME 2012)
- Mark van Bommel (ME 2012)
- Zlatan Ibrahimovič (ME 2012)
- Philippe Mexes (ME 2012)
- Mattia De Sciglio (ME 2016)
- Juraj Kucka (ME 2016)
- Diogo Dalot (ME 2020)
- Hakan Çalhanoğlu (ME 2020)
- Simon Kjær (ME 2020)
- Ante Rebić (ME 2020)
- Noah Okafor (ME 2024)
- Simon Kjær (ME 2024)
- Luka Jović (ME 2024)
- Tijjani Reijnders (ME 2024)
- Olivier Giroud (ME 2024)
- Mike Maignan (ME 2024)
- Theo Hernández (ME 2024)
- Rafael Leão (ME 2024)

### Vítěz Copa América
- Lucas Paquetá (CA 2019)

### Účastníci Copa América
- Andrés Guglielminpietro (CA 1999)
- Roberto Ayala (CA 1999)
- Roque Júnior (CA 2001)
- Alexandre Pato (CA 2011)
- Robinho (CA 2011)
- Thiago Silva (CA 2011)
- Mario Yepes (CA 2011)
- Cristián Zapata (CA 2015)
- Sebastián Gamarra (CA 2015)
- Cristián Zapata (CA 2016)
- Carlos Bacca (CA 2016)
- Diego Laxalt (CA 2019)
- Cristián Zapata (CA 2019)
- Yunus Musah (CA 2024)
- Christian Pulisic (CA 2024)

### Vítěz Afrického poháru národů
- Fodé Ballo-Touré (APN 2021)

### Účastníci Afrického poháru národů
- George Weah (APN 1996)
- Taribo West (APN 2000)
- Dominic Adiyiah (APN 2010)
- Džamil Misbáh (APN 2013)
- Franck Kessié (APN 2019)
- Franck Kessié (APN 2021)
- Ismaël Bennacer (APN 2021)
- Ismaël Bennacer (APN 2023)
- Samuel Chukwueze (APN 2023)

### Vítěz Olympijských her
- Fabricio Coloccini (OH 2004)

### Účastníci Olympijských her
- Renzo De Vecchi (OH 1912)
- Attilio Trerè (OH 1912)
- Cesare Lovati (OH 1920)
- Pietro Pastore (OH 1928)
- Renzo Burini (OH 1948)
- Luciano Alfieri (OH 1960)
- Gilberto Noletti (OH 1960)
- Ambrogio Pelagalli (OH 1960)
- Sandro Salvadore (OH 1960)
- Giovanni Trapattoni (OH 1960)
- Mario Trebbi (OH 1960)
- Filippo Galli (OH 1984)
- Franco Baresi (OH 1984)
- Sergio Battistini (OH 1984)
- Francesco Antonioli (OH 1992)
- Demetrio Albertini (OH 1992)
- Christian Panucci (OH 1996)
- Patrick Vieira (OH 1996)
- Gennaro Gattuso (OH 2000)
- Gianni Comandini (OH 2000)
- Massimo Ambrosini (OH 2000)
- Christian Abbiati (OH 2000)
- Andrea Pirlo (OH 2000)
- Jose Mari (OH 2000)
- Andrea Pirlo (OH 2004)
- Ronaldinho (OH 2008)
- Alexandre Pato (OH 2008)
- Alexandre Pato (OH 2012)
- Thiago Silva (OH 2012)
- Franck Kessié (OH 2020)
- Pierre Kalulu (OH 2020)

## Ocenění

### Zlatý míč
Za nejvýznamnější individuální trofej je považován Zlatý míč, udělovaný dříve časopisem France Football a od roku 2010 ji uděluje federace FIFA. Jen málokterý klub se může pyšnit hned 6 vítězi této trofeje. Povedlo se to jen Juventusu a Barceloně. Celkem 3× to dokázal nizozemský fotbalista Marco van Basten. Před ním to dokázali Gianni Rivera (1969) a Ruud Gullit (1987). Po něm to byli George Weah (1995), Andrej Ševčenko (2004) a jako doposud poslední držitel byl vybrán Kaká. Brazilský fotbalista ji získal v roce 2007.
- Gianni Rivera (1969)
- Ruud Gullit (1987)
- Marco van Basten (1988)
- Marco van Basten (1989)
- Marco van Basten (1992)
- George Weah (1995)
- Andrej Ševčenko (2004)
- Kaká (2007)

### Fotbalista roku
Druhým nejvýznamnějším oceněním je Fotbalista roku (FIFA), které uděluje FIFA nejlepšímu hráči uplynulé sezony. V roce 2010 se toto ocenění sloučilo se Zlatým míčem, aby o nejlepším hráči světa rozhodla jen jedna nejvýznamnější anketa. Toto ocenění získali celkem 3 hráči hrající za Milán. V roce 1992 zvítězil (ve druhém ročníku ankety) Marco van Basten. Ročník 1995 ovládl George Weah a v roce 2007 ji vyhrál Kaká.
- Marco van Basten (1992)
- George Weah (1995)
- Kaká (2007)

### Africký fotbalista roku
- George Weah (1995)

### Klubový fotbalista roku podle UEFA
- Kaká (2007)

### Cena Bravo
- Paolo Maldini (1989)
- Christian Panucci (1994)

### Fotbalista roku podle World Soccer
- Ruud Gullit (1987, 1989)
- Marco van Basten (1988, 1992)
- Paolo Maldini (1994)
- Kaká (2007)

## Česká stopa
- Marek Jankulovski (2005–2011)
- Stefan Simič (2015/16, 2018/19)